# Утяганово (Бураевский район)
Утяга́ново (баш. Үтәгән) — деревня в Бураевском районе Республики Башкортостан Российской Федерации. Входит в состав  Тазларовского сельсовета.

## География

### Географическое положение
Расстояние до:
- районного центра (Бураево): 8 км,
- центра сельсовета (Новотазларово): 3 км,
- ближайшей ж/д станции (Янаул): 76 км.

## История
По материалам Первой ревизии, в 1722 году в деревне были учтены 43 души мужского пола служилых мещеряков.

## Население
| 2002 | 2009 | 2010 |
| ---- | ---- | ---- |
| 147  | ↘144 | ↘135 |

Национальный состав
Согласно переписи 2002 года, преобладающая национальность — [[башкиры ,хотя эта информация не верна так как во время переписи пытались увеличить численность башкир , на самом деле в этой деревне живут одни татары ,башкирами писали без согласия жителей]] (100 %).